# Никополис ад Нестум
Никополис ад Нестум (на латински: Nicopolis ad Nestum) в превод „Град на победата при р. Места“ е римски град, разположен в Югозападна България. Останките на Никополис са в землището на село Гърмен, непосредствено до първите му къщи, в местностите Марчов чифлик и Хисарлъка, на 7 километра източно от Гоце Делчев.

## История
Никополис ад Нестум е основан през 106 г. на мястото на тракийското селище Александрополис от римския император Траян, в чест на победата му над даките. В превод от латински името му означава „Град на победата, разположен при Нестос (р. Места)“.
Градът е разположен на пътя, свързващ Егейския бряг с главния военен път Виа Егнация през Родопите, Тракийската низина и Филипополис (днешен Пловдив). Това благоприятства за формирането му като център с икономическо, политическо и културно значение в периода на своя разцвет през периода II–VI век.
Никополис ад Нестум е споменат в съчинението на античния географ Клавдий Птолемей. В града са сечени монети от времето на император Комод (180 – 192 г.) до управлението на император Каракала (211 – 217). Намерените монети и оброчни релефи свидетелстват за почитането на божествата – Зевс, Плутон, Хермес, Тракийския конник, Асклепий и Хигия, както и речния бог Нестос (Места) и почитаните от траките Арес и Дионис. Градът е епископски център в периода IV–XI век. В края на VI век (577 г.) е разрушен от славяни и авари. Възстановен е при управлението на Юстиниан I. През IX–X век градът отново се възражда под името Никопол и просъществува чак до XIII век, когато загива при походите на кръстоносците. През Късното Средновековие на част от мястото има българско селище, а в югоизточната част на укрепения град – турски чифлик. През османското владичество градското селище се измества на няколко километра на запад като името му се запазва във формата Неврокоп (днешен Гоце Делчев).
В Псевдоепифаниевия списък е отбелязано, че Неврокоп влиза в епархия Тракия и че градът е седалище на архиепископ.
Никополис ад Нестум е един от малкото запазени антични градове в България и единствен в Родопите от периода на римското владичество на Балканите. Обявен е за археологически и архитектурен паметник от античността и Средновековието.

## Археологическо проучване
Археологически разкопки в района на античното селище се провеждат от 1980 г. Най-ранните находки, открити тук, са от времето на неолита. Проучената територия заема около 13 хектара. Разкрите при разкопките са около 280 m крепостни стени, основи от обществени и култови сгради, надгробни могили. Открити са фрагменти от оброчен релеф на Тракийския конник, статуетка на Хермес, старохристиянска надгробна плоча, над 95 златни и около 22 други монети както и стъклени, бронзови и керамични съдове, златен пръстен. Открити са и тракийски могилни некрополи от I век пр. Хр. Градът е организиран по подобие на малоазиатските градове с аграрен характер. Интересен паметник на късноантичната каменна пластика представлява намерената във фрагментарно състояние олтарна маса. Тя е открита в руините на постройка намираща се в северозападната част на античния град. Масата е представена в експозицията на Историческия музей в град Гоце Делчев. Представена е от седем фрагмента от откритите осем. В югоизточния ъгъл е разкрито богато жилище с вътрешен двор и мраморна колонада с портик. В непосредствена близост до южната крепостна стена е разкрита и баня Разкрити са сектори от западната крепостна стена с U-образна кула и от източната крепостна стена с правоъгълна кула. От епохата на Средновековието са разкрити пещи за керамика, вкопани ями с фрагменти от битова керамика, метални предмети и монети.

### Крепостна стена
Част от първоначалната територия на града е заградена със стена с дебелина 2,40 – 2,60 m. Крепостните стени са частично запазени като на места достигат до 5 – 6 m височина. Изпълнението на зидарията е от типа opus mixtum – градени със споени с хоросан камъни, редуващи се с пояси от четири реда тухли. От разкритите крепостни стени изцяло е проучена южната, която е била изградена с 4 кръгли кули. Южната порта е отворена в 40 метрова екседра, защитена с квадратни кули.

### Градско жилище
Богатото жилище е разположено в югоизточния ъгъл на укрепения град до югоизточната ъглова кула. Изградено е преди да бъде съградена крепостната стена. Жилищните помещения са разположени около вътрешен двор с мраморна колонада (перистил) с покрит портик. Най-голямото помещение е кухнята. При първоначалния план в центъра на двора е имало басейн (имплувий), който на по-късен етап е превърнат във вътрешен двор, настлан с калдъръм.

### Късноантична баня
Архитектурният план на банята я определя като провинциална публична баня от блоков тип с хипокаустно отопление. Построена е около 20-те години на IV век, като отново изграждането ѝ е предхождало това на крепостната стена. В края на IV или началото на V век сградата е опожарена. Вероятно е унищожена при готски набези в края на Втората готска война. В края на V век отново е възстановена. Свидетелство за това е златна монета на император Зенон открита при разкопките. Вероятно е била функционираща до края на третата четвърт на VI век и окончателно е била срината при земетресение.

### Църкви
В района на Никополис ад Нестум са открити останки от три раннохристиянски църкви. Най-ранната от тях, на 3 километра югозападно от града, е трикорабна базилика с дължина 40,24 метра, строена в края на IV век, преустройвана в края на V – началото на VI век и използвана до края на VI век. Втората църква, също трикорабна, е в центъра на днешното село Гърмен, строена е през V век и е функционирала до втората половина на VI век, като в нея са открити две гробници и остатъци от стенописи. Третата сграда е открита североизточно от днешното село и е датирана към V век.